# Parlamentsvorbehalt
Der Parlamentsvorbehalt bedingt, dass alle Entscheidungen, die von substanziellem Gewicht für das Gemeinwesen sind, eine direkte parlamentarische Zustimmung brauchen und nicht der Entscheidungsmacht anderer Organe der Staatsgewalt anvertraut werden dürfen. 
Beispiele für den Parlamentsvorbehalt sind etwa:
- Einschränkung von Grundrechten: durch die Verfassung normierte Grundrechte sind nur durch parlamentarisch normierte Schranken begrenzbar (Gesetzesvorbehalt).
- Budgetierungsrecht: das Parlament bestimmt den Haushalt aller Zweige der Staatsgewalt
- Prinzip der Parlamentsarmee: nur das Parlament darf einen Einsatz von Streitkräften oder eine Kriegserklärung entscheiden
- Personalentscheidungen: die zentralen Organe der Staatsgewalt (Bundeskanzler, -präsident, -richter) sind durch das Parlament (bzw. erweitert als Bundesversammlung) selbst zu wählen; andere Personalentscheidungen bedürfen einer lückenlosen demokratischen Legitimierungskette, die beim Parlament endet.